# Кёрды
Кёрды (мар. Кӧрдӧ) — деревня в Оршанском районе Республики Марий Эл. Входит в состав Великопольского сельского поселения.

## География
Находится в северной части республики Марий Эл на расстоянии приблизительно 10 км по прямой на юго-восток от районного центра посёлка Оршанка.

## История
Известна с 1723 года как деревня Великопольской волости с 29 дворами и населением 114 душ мужского пола. В 1802 году в деревне числился 31 двор и 98 ревизских душ. В 1859—1876 годах насчитывалось 57 дворов, 379 жителей. К 1905 году дворов стало 65, жителей 451. В начале XX века деревня была разделена на Большие Кёрды и Малые Кёрды, в 1940 году селения вновь были объединены в одну деревню. В 1978 году в 39 хозяйствах проживали 166 человек. В 2003 году в деревне находилось 26 хозяйств и 16 дачных домов. В советское время работали колхозы «Трактор ушем», «Авангард» и имени Шкетана.

## Население
Население составляло 53 человека (мари 92 %) в 2002 году, 56 в 2010.